# Johannes Von Euch
Johannes Von Euch (Meppen, 21 gennaio 1834 – Copenaghen, 18 marzo 1922) è stato un vescovo cattolico tedesco.

## Biografia
Johannes von Euch nacque a Meppen il 21 gennaio 1834. La sua era una famiglia di origine ugonotta, discendente dai baroni De Vous (Von Euch è la traduzione letterale in tedesco di questo cognome). Suo padre si era stabilito a Mappen nel 1831 e vi gestiva un'osteria.

### Formazione e ministero sacerdotale
Il 18 gennaio 1860 fu ordinato presbitero da monsignor Paul Ludolf Melchers, vescovo di Osnabrück. Nel 1849 la Corona danese aveva revocato il divieto di culto ai cattolici e il territorio del paese era entrato a fare parte del vicariato apostolico delle Missioni Settentrionali che a partire dal 1846 era amministrato, in qualità di pro-vicari, dai vescovi di Osnabrück. Johannes Von Euch fu inviato in terra danese e prestò servizio come parroco di Fredericia.
Il 7 agosto 1868 papa Pio IX eresse la prefettura apostolica di Danimarca.
Il 17 febbraio 1884 papa Leone XIII lo nominò prefetto apostolico di Danimarca.

### Ministero episcopale
Il 15 marzo 1892 papa Leone XIII lo nominò vicario apostolico di Danimarca e vescovo titolare di Anastasiopoli. Ricevette l'ordinazione episcopale l'8 settembre successivo a Osnabrück dal vescovo di Osnabrück Johann Bernard Höting, co-consacranti il vescovo di Münster Hermann Jakob Dingelstad e il vescovo ausiliare di Colonia Anton Hubert Fischer.
Fu un grande organizzatore e il suo mandato coincise con un momento di cambiamento in quanto il numero di cattolici in Danimarca salì da 3 000 a 25 000 grazie all'immigrazione, ma ancora di più attraverso le conversioni. Monsignor Von Euch accrebbe il numero di comunità cattoliche, accolse numerosi missionari provenienti specialmente dalla Germania e con il loro aiuto aprì scuole e ospedali ed eresse nuove parrocchie.
A inizio Novecento proprio un cattolico (convertito dal luteranesimo nel 1867), il conte Ludvig Holstein-Ledreborg, amico del vescovo, divenne primo ministro danese,
Morì a Copenaghen il 17 marzo 1922 all'età di 88 anni.

## Genealogia episcopale
La genealogia episcopale è:
- Cardinale Scipione Rebiba
- Cardinale Giulio Antonio Santori
- Cardinale Girolamo Bernerio, O.P.
- Arcivescovo Galeazzo Sanvitale
- Cardinale Ludovico Ludovisi
- Cardinale Luigi Caetani
- Cardinale Ulderico Carpegna
- Cardinale Paluzzo Paluzzi Altieri degli Albertoni
- Papa Benedetto XIII
- Papa Benedetto XIV
- Papa Clemente XIII
- Cardinale Giovanni Carlo Boschi
- Cardinale Bartolomeo Pacca
- Cardinale Francesco Serra Cassano
- Arcivescovo Joseph Maria Johann Nepomuk von Fraunberg
- Cardinale Johannes von Geissel
- Vescovo Eduard Jakob Wedekin
- Cardinale Paul Ludolf Melchers, S.I.
- Vescovo Johannes Heinrich Beckmann
- Vescovo Daniel Wilhelm Sommerwerk (Jacobi)
- Vescovo Johann Bernard Höting
- Vescovo Johannes Von Euch